# Afroleptomydas inhacae
Afroleptomydas inhacae är en tvåvingeart som beskrevs av Hesse 1969. Afroleptomydas inhacae ingår i släktet Afroleptomydas och familjen Mydidae.
Artens utbredningsområde är Moçambique. Inga underarter finns listade i Catalogue of Life.